# Yoshiyuki Kobayashi
Yoshiyuki Kobayashi (小林 慶行 Kobayashi Yoshiyuki?), född 27 januari 1978 i Saitama prefektur, är en japansk före detta fotbollsspelare.
Kobayashi började sin karriär 1999 i Verdy Kawasaki (Tokyo Verdy). Han spelade 156 ligamatcher för klubben. Med Tokyo Verdy vann han japanska cupen 2004. 2006 flyttade han till Omiya Ardija. Efter Omiya Ardija spelade han för Kashiwa Reysol och Albirex Niigata. Han avslutade karriären 2012.